# Nazionale di slittino del Canada
La nazionale di slittino del Canada è la rappresentativa nazionale del Canada in tutte le manifestazioni dello slittino, dalle Olimpiadi ai mondiali, passando per la Coppa del Mondo.
Raggruppa tutta gli slittinisti di nazionalità canadese selezionati dagli appositi organi ed è posta sotto l'egida della Canadian Luge Association (CLA); sono inoltre previste squadre giovanili, che prendono parte ai Giochi olimpici giovanili, ai mondiali juniores, alle Coppe del Mondo juniores e giovani, nonché a tutte le altre manifestazioni internazionali di categoria.

## Storia
Le prime notizie riguardanti atleti canadesi in gare di slittino si ebbero nei tardi anni cinquanta, quando Victor Emery, già pioniere del bob in Canada e che ad Innsbruck 1964 avrebbe vinto la medaglia d'oro nel bob a quattro, fece scoprire questa disciplina alla nazione nordamericana, dando luogo alla sua prima apparizione in un comprensorio sciistico del Québec; lo stesso Emery divenne il primo campione nazionale di slittino.
L'esordio in una competizione internazionale risale al 1962, quando Purvis McDougall e Douglas Anakin presero parte ai campionati mondiali di Krynica-Zdrój, ottenendo però risultati di rincalzo. Lo stesso Anakin fu l'unico slittinista canadese presente all'esordio di questa disciplina ai Giochi olimpici, e precisamente ad Innsbruck 1964, non riuscendo però a portare a termine la gara; in quella stessa edizione fece altresì parte del team vincitore dell'oro olimpico nel bob a quattro. Dopo il ritiro dalle competizioni divenne uno dei principali promotori dello slittino nel paese, arrivando anche ad allenare la nazionale alle Olimpiadi di Sapporo 1972. La prima partecipazione olimpica al femminile avvenne a Grenoble 1968: in quell'occasione il miglior risultato fu ottenuto da Linda Crutchfield-Bocock, che quattro anni prima aveva partecipato ai Giochi olimpici nello sci alpino, con il dodicesimo posto nel singolo femminile.
Negli anni successivi i risultati nelle grandi competizioni da parte degli slittinisti canadesi non migliorarono, almeno fino al 1983, quando vi fu l'exploit di Miroslav Zajonc ai campionati mondiali di Lake Placid, i primi disputatisi fuori dall'Europa, in cui conquistò la medaglia d'oro nel singolo uomini. Pur gareggiando per la nazionale della foglia d'acero Zajonc non era però cittadino canadese, egli infatti era nato nell'allora Cecoslovacchia ed aveva iniziato a gareggiare per la nazionale giovanile cecoslovacca, ma, a causa del clima politico dell'epoca nella sua nazione, nell'agosto del 1981, mentre si trovava in vacanza in Austria, si recò presso una stazione di polizia per chiedere asilo politico. Dopo aver passato un breve periodo in un campo per rifugiati austriaco, si trasferì negli Stati Uniti d'America, con la speranza di poter entrare a far parte della nazionale a stelle e strisce, ma il regolamento dell'Associazione di Slittino degli Stati Uniti (USLA) non prevedeva la possibilità di accettare atleti che entro il 1984 non fossero stati in possesso della cittadinanza americana e che conseguentemente non avrebbero potuto prendere parte ai Giochi di Sarajevo 1984. Per questo motivo non poté gareggiare nella stagione 1981/82, ma già in quella successiva tornò sulle piste sotto la bandiera del Canada, la cui federazione non prevedeva vincoli restrittivi come quella statunitense e con la quale dunque vinse l'oro mondiale. Non possedendo la cittadinanza canadese e stante le disposizioni del Comitato Olimpico Internazionale, nonostante fosse il detentore del titolo iridato, non poté gareggiare alle Olimpiadi del 1984. Nel 1985 richiese la cittadinanza statunitense ed iniziò quindi a gareggiare sotto quei colori, lasciando la squadra canadese.
Lo stesso Zajonc ottenne il primo podio in una prova di Coppa del Mondo, proprio nella stagione 1982/83 e sempre sulla pista di Lake Placid, arrivando secondo. Per vedere nuovamente la bandiera canadese sul podio di una tappa di Coppa si dovettero attendere altri cinque anni, quando Marie-Claude Doyon giunse terza sul tracciato di Sarajevo nel singolo femminile. Ai giochi olimpici casalinghi di Calgary 1988 per la prima volta gli atleti canadesi riuscirono a piazzarsi nelle prime dieci posizioni in una competizione a cinque cerchi: il doppio composto da Robert Gasper ed André Benoit si classificò al decimo posto, mentre la Doyon arrivò settima nel singolo femminile.
I risultati dei rappresentanti canadesi continuarono ad essere molto sporadici anche negli anni seguenti e solo dagli anni 2000 si rividero tra le prime posizioni: ai Giochi olimpici di Salt Lake City 2002 ottennero il quinto posto nel doppio grazie alla coppia formata da Christopher Moffat ed Eric Pothier, mentre in Coppa del Mondo nella stagione successiva sulla pista di Calgary si rivide un canadese sul podio grazie al terzo posto di Tyler Seitz nel singolo uomini; nella stagione 2004/05 toccò a Regan Lauscher portare in alto la bandiera del Canada con il secondo posto a Lake Placid nel singolo femminile.
Gli anni seguenti, con l'introduzione della gara a squadre, fu proprio quest'ultima specialità a portare le maggiori soddisfazioni per gli slittinisti canadesi e, grazie anche al reclutamento di alcuni dei più capaci tecnici tedeschi quali Wolfgang Staudinger prima ed in seguito anche Bernhard Glass, gli atleti canadesi iniziarono ad instaurarsi stabilmente tra le prime posizioni nelle competizioni internazionali; questa ascesa culminò nel 2009/10 ad Igls quando Samuel Edney, Alex Gough, Christopher Moffat e Michael Moffat ottennero la prima storica vittoria in una gara di Coppa del Mondo. Nella stessa stagione si disputarono nuovamente i Giochi olimpici nello stato nordamericano, e proprio a Vancouver 2010 Samuel Edney ottenne il settimo posto nel singolo uomini, miglior risultato mai ottenuto nella specialità da parte di un atleta del Canada alle Olimpiadi.
L'anno seguente fu quello della definitiva consacrazione di Alex Gough: prima conquistò la medaglia di bronzo ai mondiali di Cesana Torinese, ottenendo la seconda medaglia iridata per il Canada ventotto anni dopo l'oro di Miroslav Zajonc e successivamente sulla pista di Paramonovo colse la sua prima vittoria nel singolo in Coppa del Mondo, interrompendo una striscia di 105 vittorie consecutive da parte delle atlete tedesche che durava da ben tredici anni. L'ultima atleta non teutonica a vincere una prova di Coppa del Mondo era stata infatti l'austriaca Andrea Tagwerker il 29 novembre 1997 a Schönau am Königssee.
Nelle stagioni successive la nazionale della foglia d'acero ha continuato ad ottenere importanti risultati sia in Coppa del Mondo, con i primi podi ottenuti da Kimberley McRae e dal doppio formato da Tristan Walker e Justin Snith, sia ai Giochi olimpici di Soči 2014, con i quarti posti ottenuti da Alex Gough nel singolo femminile, da Walker e Snith nel doppio e dal team composto dagli stessi tre insieme a Samuel Edney nella gara a squadre, sia soprattutto ai campionati mondiali, dove la medesima formazione canadese ha colto il bronzo ad Altenberg 2012 e l'argento a Whistler 2013 nella prova a squadre, oltre al bronzo della Gough nel singolo femminile durante la rassegna iridata casalinga del 2013.